# Euploea tenebrosa
Euploea tenebrosa är en fjärilsart som beskrevs av Grose-smith 1894. Euploea tenebrosa ingår i släktet Euploea och familjen praktfjärilar. Inga underarter finns listade i Catalogue of Life.